# 伍德拜恩 (艾奥瓦州)
伍德拜恩（英語：Woodbine）是美国艾奥瓦州哈里森县的一座城市，名字来源于原来城市周围密集生长的忍冬属植物（woodbine）。坐标为41°44′15″N 95°42′20″W / 41.73750°N 95.70556°W；根据美国人口调查局的数据，城市总面积为1.33平方英里（3.44平方），其中陆地面积为1.28平方英里（3.32平方），水域面积为0.05平方英里（0.13平方）。
2010年美國人口普查数据显示，当地共有1,459位居民，611户，389个家庭，人口密度为1,139.8名居民每平方英里（440.1名居民每平方）；种族构成中，98.8%为白人，0.1%为非裔美国人，0.1% 为土著，0.5%为亚裔，0.2%为其他种族，0.3%为两个或以上种族混血；居民年龄中位数为44.9岁，男女性别比例分别为47.8%与52.2%。